# التحكم في السلاح

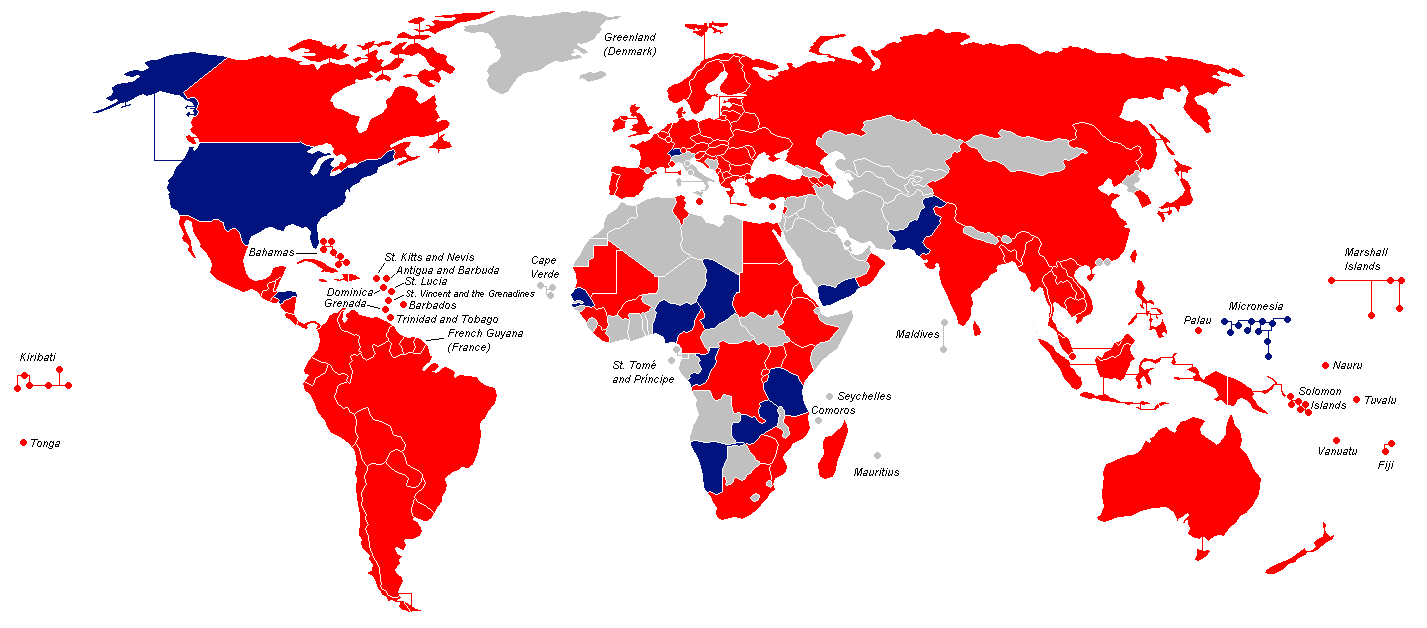
التحكم في الأسلحة النارية في دول العالم طبقا لجامعة سيدني:
مسموح بها
ممنوعة
لا تشملها الدراسة

التحكم في السلاح (أو تنظيم الأسلحة النارية) هي مجموعة القوانين أو السياسات التي تنظم تصنيع الأسلحة النارية، أو بيعها، أو نقلها، أو حيازتها، أو تعديلها، أو استخدامها من قبل المدنيين.
تملك معظم البلدان سياسة تقييدية لتوجيه الأسلحة النارية، مع وجود عدد قليل فقط من التشريعات التي تُعتبر متساهلة. تقيد الهيئات القضائية التي تنظم الوصول إلى الأسلحة النارية عادة الوصول إلى فئات معينة فقط من الأسلحة النارية؛ وتقيد فئات الأشخاص الذين يُمنحون ترخيصًا للوصول إلى سلاح ناري. يمكن تشريع التحكم في الأسلحة، في بعض البلدان مثل الولايات المتحدة، إما على المستوى الفيدرالي أو على مستوى الولاية المحلية.

## الدراسات

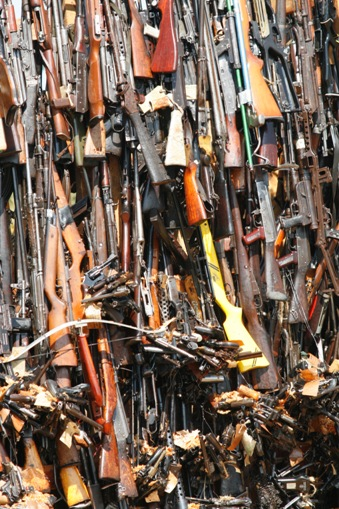
محرقة أسلحة في حدائق أوهورو، نيروبي

### الولايات المتحدة

#### دراسات مقطعية
وجدت دراسة مقطعية نُشِرت في عام 1983 لجميع الولايات الأمريكية البالغ عددها 50 ولاية أن الولايات الست التي لديها قوانين الأسلحة الأكثر صرامة (وفقا للاتحاد القومي للأسلحة) لديها معدلات انتحار تقل بحوالي 3/100 ألف شخص عن الولايات الأخرى؛ وأن معدلات الانتحار في هذه الولايات كانت أقل بنسبة 4/100 ألف شخص من معدلات الولايات التي لديها قوانين أسلحة أقل تقييدًا. نظرت دراسة نُشِرت في عام 2003 في مجلة أميريكان جورنال أوف بريفينتيف ميديسين (المجلة الأمريكية للطب الوقائي) في تقييد قوانين الأسلحة ومعدلات الانتحار بين الرجال والنساء في جميع الولايات المتحدة البالغ عددها 50 ولاية؛ ووجدت أن الولايات التي كانت قوانين الأسلحة الخاصة بها أكثر تقييدًا لديها معدلات انتحار أقل بين الجنسين. وجدت دراسة أخرى أُجريت في عام 2004 أن تأثير القوانين الحكومية للأسلحة على جرائم القتل المرتبطة بالأسلحة كان «محدودًا». أُجريَت دراسة في عام 2005 في جميع الولايات المتحدة، ومقاطعة كولومبيا، ووجدت أنه لا توجد قوانين متعلقة بالأسلحة النارية مرتبطة بانخفاض معدلات جرائم القتل أو الانتحار بهذه الأسلحة؛ ولكن قد يرتبط قانون الحمل المخفي للأسلحة «الذي يجب إصداره» بزيادة معدلات جرائم القتل بالأسلحة النارية. وجدت دراسة أجريت في عام 2011 أن قوانين تنظيم الأسلحة النارية في الولايات المتحدة لها «أثر رادع كبير على انتحار الذكور».
قالت دراسة أجريت في عام 2013 في الولايات المتحدة: «يرتبط عدد أكبر من قوانين الأسلحة النارية في الولاية بانخفاض معدل وفيات الأسلحة النارية فيها». وجدت دراسة نُشِرت في عام 2016 في مجلة ذا لانسيت ارتباط تسعة قوانين، من بين 25 قانون مدروس، بانخفاض معدل وفيات الأسلحة النارية (بما في ذلك القتل والانتحار) في الفترة الزمنية التي شملتها الدراسة بين عامي (2010-2008)، وارتبط تسعة منها بزيادة معدل الوفيات، وارتبط سبعة منها بذلك ارتباطًا غير حاسم. كانت القوانين الثلاثة الأكثر ارتباطًا بانخفاض معدل وفيات الأسلحة النارية هي القوانين التي تتطلب مراقبة السوابق العالمية، ومراقبة سوابق بيع الذخيرة، وتعريف البنادق. أشار ديفيد هيمنيواي إلى أن هذه الدراسة لها قيود متعددة، مثل عدم التحكم في جميع العوامل التي قد تؤثر على الوفيات المرتبطة بالأسلحة بصرف النظر عن قوانين التحكم في الأسلحة، واستخدام 29 متغيرًا توضيحيًا في التحليل.
تشمل بعض الدراسات الأخرى التي تقارن قوانين التحكم في الأسلحة في الولايات المتحدة المختلفة دراسة أجريت في عام 2015؛ والتي وجدت أنه في الولايات المتحدة «يرتبط تشريع الأسلحة النارية الأكثر صرامة في الولاية بمعدلات اضطلاع أقل» لإصابات الأسلحة غير المميتة. وجدت دراسة أجريت في عام 2014 أن الأطفال الذين يعيشون في الولايات ذات القوانين الأكثر صرامة للأسلحة النارية كانوا أكثر أمانًا. وجدت دراسة أخرى تبحث على وجه التحديد في معدلات الانتحار في الولايات المتحدة أن قوانين المسدس الأربعة المحددة (فترات الانتظار، ومراقبة السوابق العالمية، وأقفال البندقية، والقوانين الحمل المفتوحة» ارتبطت مع «انخفاض معدلات الانتحار بالأسلحة النارية بشكل ملحوظ ونسبة حالات الانتحار الناتجة عن الأسلحة النارية». وجدت الدراسة أيضًا أن جميع هذه القوانين الأربعة (باستثناء قانون فترة الانتظار) كانت مرتبطة بانخفاض معدل الانتحار الإجمالي.
وجدت دراسة أخرى، نُشِرت في نفس العام، أن الولايات التي لديها تصاريح شراء، و/أو تسجيل و/أو قوانين ترخيص للمسدسات لديها معدلات انتحار إجمالية أقل، بالإضافة إلى معدلات منخفضة للانتحار بالأسلحة النارية. وجدت دراسة أجريت في عام 2014 أن الدول التي تتطلب الترخيص والتفتيش على تجار الأسلحة تنخفض فيها معدلات جرائم القتل بالأسلحة. وجدت دراسة أخرى، نُشِرت في نفس العام، حللت البيانات المجمعة من جميع الولايات المتحدة، أن قوانين الأسلحة الأكثر صرامة قد تقلل بشكل متواضع من الوفيات الناجمة عن استخدام الأسلحة. وجدت دراسة أجريت عام 2016 أن محاربي الولايات المتحدة العسكريين القدامى اتجهوا إلى الانتحار بالبنادق أكثر من عامة السكان، مما قد يؤدي زيادة معدلات الانتحار في الولاية، وأن «ميل المحاربين القدامى للعيش في ولايات لا يوجد بها تشريعات خاصة بالمسدسات قد يؤدي إلى تفاقم هذه الظاهرة». تملك كاليفورنيا قوانين صارمة للغاية لبيع الأسلحة، وأشارت دراسة أجريت عام 2015 أن لديها أيضًا أقدم الأسلحة التي المستردّة من جرائم أي ولاية في الولايات المتحدة؛ وخلصت الدراسة نفسها إلى أن «هذه النتائج تشير إلى أن قوانين مبيعات الأسلحة الأكثر تقييدًا وقوانين تجار الأسلحة تجعل من الصعب على المجرمين الحصول على أسلحة جديدة اشتُريَت لأول مرة في منافذ البيع بالتجزئة».
وجدت دراسة أخرى أجريت في عام 2016 أن قوانين الأسلحة الأكثر صرامة في الولايات المتحدة خفضت معدلات الانتحار؛ ووجدت دراسة أخرى في نفس العام أن الولايات المتحدة التي اعتمدت قوانين متساهلة للتحكم في الأسلحة لديها عدد أكبر من حالات دخول المشافي الناتجة عن إصابات الأطفال المرتبطة بالأسلحة، وذلك مقارنة بالدول التي لديها قوانين أكثر صرامة للتحكم في الأسلحة. وجدت دراسة أجريت في عام 2017 أن معدلات الانتحار انخفضت أكثر في الولايات التي لديها مراقبة للسوابق العالمية وقوانين فترة انتظار إلزامية مقارنة بالولايات التي ليس لديها هذه القوانين. وجدت دراسة أخرى أجريت في نفس العام أن الدول التي ليس لديها مراقبة للسوابق العالمية و/أو قوانين فترة الانتظار لديها زيادات أكبر في معدلات الانتحار مقارنة بالدول التي لديها هذه القوانين.
وجدت دراسة ثالثة لعام 2017 أن «قوانين فترة الانتظار التي تؤخر شراء الأسلحة النارية لبضعة أيام تقلل جرائم القتل بنسبة 17% تقريبًا». وجدت دراسة أخرى في نفس العام نُشِرت في مجلة إيكونوميكال جورنال (المجلة الاقتصادية) أن التأخير الإلزامي في شراء المسدس قلل من «حالات الانتحار المتعلقة بالأسلحة النارية بنسبة تتراوح بين 2 إلى 5 في المئة، مع عدم وجود زيادة ذات دلالة إحصائية في حالات الانتحار غير المرتبطة بالأسلحة النارية»، وأنها «لم تكن مرتبطة بتغيرات ذات دلالة إحصائية في معدلات جرائم القتل». أظهرت دراسة أخرى أجريت في عام 2017 أن القوانين، التي تحظر حيازة الأسلحة من قبل الأشخاص الخاضعين لأوامر تقييد عنف الشريك الحميم، والتي تطلب من هؤلاء الأشخاص التخلي عن أي أسلحة لديهم، ارتبطت بانخفاض معدلات قتل الشريك الحميم. وجدت دراسة أجريت في عام 2021 أن قوانين تأخير شراء الأسلحة النارية قللت من جرائم القتل، واقترح المؤلفون أنها كانت مدفوعة بانخفاض في معدلات مشتريات الأسلحة من قبل الزبائن المتسرعين.